# L'Astrolabio
L'Astrolabio è stato un periodico di politica fondato nel 1963 a Roma da Ernesto Rossi e da Ferruccio Parri, che ne fu anche il primo direttore.

## Storia
La rivista fu fondata a Roma nella primavera del 1963 da Ernesto Rossi e da Ferruccio Parri. Quest'ultimo ne fu anche il primo direttore.
Il nucleo originario della redazione è quello degli ex-azionisti dispersi dopo lo scioglimento del partito, attorno ai loro storici valori di riferimento: giustizia, libertà e laicità.
Nel progetto originale della rivista, che si avvalse della collaborazione di importanti firme (tra cui quelle di Umberto Segre, Tiziano Terzani, Arturo Carlo Jemolo, Gian Paolo Calchi Novati, Daniel Cohn-Bendit), essa doveva avere cadenza settimanale, ma per problemi economici esordì nel formato quindicinale; successivamente assunse periodicità settimanale per poi tornare a quella quindicinale.
Negli anni '70 la rivista fiancheggia le istanze dei movimenti contro la «strategia della tensione», e per il disarmo; sostiene il "No" ai referendum sul divorzio e sull'aborto.
Dal 1981 fino alla cessazione delle pubblicazioni nel 1984 la rivista fu diretta da Luigi Anderlini.
Negli oltre vent'anni della sua vita L'Astrolabio ha rappresentato un punto di riferimento per l'area dell'opinione pubblica riformista erede della cultura azionista.